# Patrícia Plaja
Patrícia Plaja Pérez (Bagur, Gerona, 1981) es una periodista y política española especializada en comunicación de crisis e institucional, que trabaja en Cataluña. Entre 2021 y 2024 ejerció el cargo de portavoz del Gobierno de Cataluña presidido por Pere Aragonès.

## Biografía
Es licenciada en periodismo por la Universidad Ramon Llull y máster en guion de entretenimiento por la Universidad Abierta de Cataluña. Es profesora de comunicación corporativa en la Facultad de Comunicación Blanquerna y ha ejercido de docente en las universidades Ramon Llull, Pompeu Fabra y Politécnica de Cataluña, así como en el Instituto de Seguridad Pública de Cataluña. 
Se inició profesionalmente en El Punt-Avui y, entre 2004 y 2006, trabajó como periodista en Radio Barcelona-Cadena Ser. Fue la máxima responsable de comunicación y redes sociales de los Mozos de Escuadra a lo largo de 13 años, hasta mayo de 2021. En agosto de 2017, junto a Marc Homedes, comandó la información que transmitían los Mozos de Escuadra durante los atentados terroristas de Barcelona y Cambrils, por lo que recibieron el Premio Blanquerna al mejor comunicador del año. Tras la aplicación del artículo 155 de la Constitución española de 1978 en Cataluña en octubre de 2017 fue cesada.